# White City Stadium
Le White City Stadium était un stade omnisports qui se trouvait dans le quartier londonien de White City, dans le district de Hammersmith et Fulham.

## Histoire
Le stade est construit pour les Jeux olympiques de 1908. C'est au cours de ces JO que la distance du marathon moderne (42,195 kilomètres) est fixée : elle correspond à la distance entre la pelouse du château de Windsor (point de départ) et le White City Stadium, devant la loge royale (arrivée), où le roi Edouard VII est présent.
En 1934, il accueille les Jeux mondiaux féminins.
Le White City Stadium est détruit pour assurer le développement commercial du quartier en 1985. Une partie du terrain est occupée par un bâtiment secondaire de la BBC, BBC White City.
Le groupe irlandais The Pogues a enregistré une chanson, White City, au sujet de la destruction du stade. Elle se trouve sur son album Peace and Love (1989).